# Konstanty Jamiołkowski
Konstanty Jamiołkowski (ur. 17 kwietnia 1895 w Warszawie, zm. wiosną 1940 w Katyniu) – major lekarz Wojska Polskiego, kawaler Krzyża Walecznych, ofiara zbrodni katyńskiej.

## Życiorys
Urodził się w rodzinie Rudolfa (zm. 1898) i Jadwigi z Boszów (1870–1938). Członek Polskiej Organizacji Wojskowej. Od 1918 w Wojsku Polskim. Wcielony do 7 pułku ułanów, z którym odbył kampanię wojny 1920 r.
W okresie międzywojennym pozostał w wojsku. W 1922 był w stopniu podporucznika medyka w I kompanii zapasowej sanitarnej (starszeństwo z dniem 19 czerwca 1919 i 116 lokatą w korpusie oficerów sanitarnych). W 1923 był nadetatowym oficerem podlekarzem w stopniu porucznika (starszeństwo z dniem 1 czerwca 1920 i 13 lokatą w korpusie oficerów zawodowych sanitarnych – podlekarzy) VIII batalionu sanitarnego przydzielonym do VIII Szpitala Okręgowego, skąd został odkomenderowany na studia. Absolwent Uniwersytetu Warszawskiego. Dyplom doktora wszechnauk lekarskich otrzymał 8 listopada 1926 roku. Po ukończeniu studiów początkowo służył jako lekarz w 21 pułku piechoty, następnie przeniesiony do 1 pułku artylerii najcięższej. W listopadzie 1928 został przesunięty ze stanowiska młodszego lekarza na stanowisko starszego lekarza. W czerwcu 1930 został przeniesiony do Departamentu Zdrowia Ministerstwa Spraw Wojskowych na stanowisko kierownika referatu. Późniejszy przydział to 1 Szpital Okręgowy im. Marszałka Józefa Piłsudskiego w Warszawie, na stanowisko asystenta Oddziału Zakaźnego. W 1931 był w stopniu kapitana (starszeństwo z dniem 1 stycznia 1929 i 4 lokatą (124) w korpusie oficerów sanitarnych – lekarzy, w 1934 posiadał 109 lokatę w korpusie). We wrześniu 1936 roku mianowany został starszym ordynatorem Sanatorium Wojskowego w Otwocku. Specjalista chorób płucnych. Pisał artykuły do specjalistycznych czasopism medycznych, m.in. do „Lekarza Wojskowego”. Jeden z artykułów „Dwa przypadki wąglika” wydano jako broszurę w 1935. Na stopień majora został awansowany ze starszeństwem z 19 marca 1937 i 14. lokatą w korpusie oficerów zdrowia.
W kampanii wrześniowej komendant 13 szpitala polowego 24 Dywizji Piechoty i komendant szpitala polowego nr 504 w Tarnopolu. Wzięty do niewoli radzieckiej, osadzony w Kozielsku. Ostatnia wiadomość od Jamiołkowskiego dotarła do krewnych 28 listopada 1939. Był wtedy jeńcem obozu kozielskiego. Między 7 a 9 kwietnia 1940 przekazany do dyspozycji naczelnika smoleńskiego obwodu NKWD – lista wywózkowa  015/2 z 05.04.1940. Został zamordowany między 9 a 11 kwietnia 1940 przez NKWD w lesie katyńskim. Zidentyfikowany podczas ekshumacji prowadzonej przez Niemców w 1943, zapis w dzienniku ekshumacji pod datą 24.04.1943. Figuruje na liście AM-178-489 i liście Komisji Technicznej PCK pod numerem 0489. Przy szczątkach znaleziono legitymację oficerską, nieśmiertelnik, wizytówki, baretki odznaczeniowe, odznakę Legionów Polskich 1914–1922, kartę pocztową i papierośnicę. Na liście AM zaznaczono stopień major lekarz (Oberstabsarzt). Na liście Technicznej PCK z 5 maja 1943 stopień to – pułkownik lekarz oraz że znaleziono przy zwłokach kartę pocztową z dnia 5 stycznia 1940, nadaną z Warszawy przez Marię Kopczyńską. Nazwisko Jamiołkowskiego znajduje się na liście ofiar (pod nr 489) opublikowanej w Gońcu Krakowskim nr 101 i w Nowym Kurierze Warszawskim nr 105 z 1943. W Archiwum Robla w pakiecie 0489 znajduje się spis dokumentów i przedmiotów znalezionych przy szczątkach Jamiołkowskiego. W pakiecie 0478-02, 03 (dotyczący Franciszka Pałczyńskiego) znajduje się grawerowana papierośnica Konstantego Jamiołkowskiego. Pochowany na Polskim Cmentarzu Wojennym w Katyniu, nr tabliczki epitafijnej 1298. Grób symboliczny znajduje się na cmentarzu Powązkowskim (kwatera 66-6-8,9). W 1947 Franciszka Jamiołkowska wniosła sprawę do Sądu w Otwocku o stwierdzenie aktu zgonu Konstantego Jamiołkowskiego.
Mieszkał w Otwocku na ulicy Borowej. Żonaty z Haliną z Michalskich (1910–1956), miał dwoje dzieci.
5 października 2007 minister obrony narodowej Aleksander Szczygło mianował go pośmiertnie na stopień podpułkownika. Awans został ogłoszony 9 listopada 2007, w Warszawie, w trakcie uroczystości „Katyń Pamiętamy – Uczcijmy Pamięć Bohaterów”.

## Ordery i odznaczenia
- Krzyż Walecznych[19]
- Medal Niepodległości (20 lipca 1932)[20]
- Srebrny Krzyż Zasługi (10 listopada 1928)[21][6]
- Medal Pamiątkowy za Wojnę 1918–1921[19]
- Medal Dziesięciolecia Odzyskanej Niepodległości[19]
- Krzyż Kampanii Wrześniowej – pośmiertnie 1 stycznia 1986[22]
- Odznaka pamiątkowa Polskiej Organizacji Wojskowej[19]
- Odznaka Honorowa „Orlęta”
- Państwowa Odznaka Sportowa[19]
- Odznaka pamiątkowa 7 Pułku Ułanów[19]
- Medal 10 Rocznicy Wojny Niepodległościowej (Łotwa, 1929)[23][6]